# Marisa Grisotto
Marisa Grisotto, coniugata Martini (Torino, 3 agosto 1938 – ottobre 2013), è stata una cestista italiana.
Era la sorella di Silvana Grisotto.

## Carriera
Ha disputato i Campionati europei del 1960 con l'Italia.